# Leslie Holdridge
Leslie Ransselaer Holdridge (Ledyard, Connecticut, 27 de septiembre de 1907 - Easton, Maryland, 19 de junio de 1999), fue un botánico y climatólogo estadounidense. Su aportación más conocida es un sistema de clasificación de zonas biogeográficas, llamado sistema de clasificación de zonas de vida de Holdridge, que habitualmente es aplicado y explicado mediante un diagrama triangular muy característico.

## Biografía
Leslie Ransselaer Holdridge nació el 27 de septiembre de 1907 en Ledyard, Connecticut, siendo sus padres Samuel Eneas Holdridge y Phebe J. Holmes. Realizó estudios de Silvicultura en la Universidad de Maine (H.B.S. en 1931, Posgrado 1931-32), más tarde estudió Ecología en la Universidad de Míchigan, de esta última obtuvo una maestría en 1946 y en 1947 el doctorado; ese mismo año viajó a Turrialba, Costa Rica, para servir en Instituto Interamericano de Cooperación para la Agricultura (IICA) como Jefe del Departamento de Recursos Naturales y permaneció en la institución hasta 1961. Al año siguiente inició su vida de consultor independiente, para lo cual, junto con otros científicos extranjeros y costarricenses, fundó en San José el Centro Científico Tropical (CCT). Este centro, junto a otras instituciones similares que se crearon bajo su influencia, han servido en Costa Rica como sostén de la causa principal que marcó la vida del doctor Holdridge: la conservación de los recursos naturales.
También trabajó por períodos cortos en Haití, Guatemala, Honduras, y Venezuela pero la mayor parte de su actividad científica la realizó en Costa Rica; país del que salió cuando su salud comenzó a quebrantarse; para volver a EE. UU.

## Contribuciones

Diagrama de las clases de zonas de vida de Holdridge.

Su contribución más destacada es el sistema de clasificación de zonas de vida de Holdridge, basado en el concepto de zona de vida, que se define como un área biogeográfica donde las condiciones ambientales son semejantes considerando factores como temperatura, precipitación o evapotranspiración. En el sistema creado por Holdridge, la zona de vida constituye el primer nivel de las divisiones ambientales. El segundo nivel es la asociación, que incluye factores como suelos, drenaje, topografía, vientos fuertes, nieblas y los variados patrones de distribución de la precipitación.
El sistema basado en zonas de vida constituye una herramienta valiosa, para el ordenamiento territorial, planeamiento del uso de la tierra, la delimitación de áreas protegidas y otros campos. En 1971, Holdridge estableció un sistema de zonas de vida donde la vegetación debería desarrollarse en un determinado lugar en forma natural.

## Cosmología y velocidad de la luz
Menos conocidos, son los aportes del doctor Holdridge a la teoría del desplazamiento de la luz y de la masa de los fotones, que en ciertos aspectos básicos siguen caminos diferentes a las conocidas teorías de Albert Einstein. En 1981, Holdridge propuso que la ruta del desplazamiento de los fotones no es una línea recta, sino una línea helicoidal. Por lo tanto, la velocidad de desplazamiento de los fotones no está cerca de los 300 000 km/s. En lugar de esa cifra ya clásica, él propuso que los fotones viajan a distintas velocidades e indica una cifra cercana a 42 4000 km/s cuando la ruta helicoidal tiene generatrices de 45°.
Además trató temas como la liberación de energía por la clorofila; la estructura de los átomos, las moléculas y los cristales, entre otros. Sus teorías y cálculos fueron consignados en la serie Occasional Papers del CCT y en su libro A Complete Cosmology (1987).